# 拉赫曼·雅米
莫拉纳·努尔·阿尔-丁·阿卜杜勒·拉赫曼·加米（波斯語：‎；1414年8月18日—1492年11月17日）是一位15世纪波斯学者、诗人以及伊斯兰教苏菲派诗人。
加米生于贾姆尖塔。他写了将近87本书籍和信件。加米在帖木儿宫廷中担任了翻译和沟通的工作。